# Werner Frauendienst
Werner Frauendienst (* 5. Februar 1901 in Berlin; † 24. August 1966 in Mainz) war ein deutscher Historiker, Archivar, Legationssekretär und Hochschullehrer.

## Leben
Werner Frauendienst war der Sohn des Lehrers Wilhelm Frauendienst. Er beendete 1920 in seiner Heimatstadt die Schullaufbahn mit dem Abitur. Danach absolvierte er ein Studium der Geschichtswissenschaft, Germanistik, Geographie und Philosophie an der Universität Berlin, wo er 1926 zum Dr. phil. promoviert wurde. Seit 1927 war er mit Elli Möwes verheiratet. Der Titel seiner Dissertation lautete Christian Wolff als Staatsdenker.
Als wissenschaftlicher Mitarbeiter trat er 1926 in den Dienst des Auswärtigen Amtes (AA) ein und war in dieser Funktion von 1928 bis 1932 in der Abteilung III (Britisches Reich, Amerika, Orient) und danach in der Abteilung II (West-, Süd- und Südosteuropa) tätig. Anschließend war er beim AA als Legationssekretär in der Personal- und Verwaltungsabteilung beschäftigt und leitete dort von 1937 bis 1938 das Politische Archiv.
Zwischenzeitlich hatte er sich Ende Mai 1932 an der Universität Greifswald für mittlere und neuere Geschichte habilitiert. Nebenamtlich war er zunächst Privatdozent an der Universität Greifswald und ab 1935 an der Universität Berlin. Er erhielt im Herbst 1938 den Lehrstuhl für Neuere Geschichte an der Universität Halle. Zudem gehörte Frauendienst, der nach der Machtergreifung der Nationalsozialisten zum 1. Mai 1933 der NSDAP beigetreten war (Mitgliedsnummer 2.224.576), ab Frühjahr 1939 dem Sachverständigenbeirat der Forschungsabteilung Judenfrage im Reichsinstitut für Geschichte des neuen Deutschlands an.
Nach Beginn des Zweiten Weltkrieges wurde er ab Oktober 1939 wieder im AA eingesetzt und wertete in der Deutschen Informationsstelle Material aus den Archiven besetzter Länder zur Kriegsschuldfrage aus. Von 1942 bis zum Kriegsende im Frühjahr 1945 lehrte Frauendienst an der Auslandswissenschaftlichen Fakultät der Universität Berlin das Fach Politische Geschichte Frauendienst, der die gesammelten Werke Otto von Bismarcks herausgegeben hatte, publizierte auch im nationalsozialistischen Sinne und nutzte einen entsprechenden Sprachstil:

„Das neue Reich hat sich als Führer legitimiert. Noch nie in seiner Geschichte war Deutschland so gefestigt, so einig wie heute. Die starke Staatsautorität ist vorhanden, eine gewaltige Wehrmacht schützt das Reich zu Land, zu Wasser und in der Luft, die Wirtschaft sichert mit die Unabhängigkeit und Freiheit des deutschen Volkes, die Kultur dient wieder der Schönheit und Größe der Nation. […] Führer sein heißt Beispiel und Vorbild sein, heißt andere durch die eigene disziplinierte Leistung vorwärtsbringen und überzeugen, heißt das Chaos überwinden, Ordnung stiften und Erzieher der Völker sein. Es vermag nur der Mächtigste und der geistig Überlegene. Das sind auf dem Kontinent das Reich und Italien.“

Nach Kriegsende wurde er im Oktober 1945 durch sowjetische Militärpolizisten festgenommen und war danach in den Speziallagern Torgau (Fort Zinna) und Buchenwald interniert. Während der Waldheimer Prozesse wurde er 1950 aufgrund der „Unterstützung des Naziregimes“ angeklagt, für schuldig befunden und erhielt eine fünfzehnjährige Zuchthausstrafe. Die Haftstrafe verbüßte Frauendienst im Zuchthaus Bautzen. Im Zuge einer Amnestie wurde er 1952 vorzeitig aus der Haft entlassen. Ab Februar 1953 nahm er noch kurzzeitig als Mitarbeiter Leo Sterns einen Forschungsauftrag an der Universität Halle wahr.
Bald darauf setzte er sich jedoch in die Bundesrepublik Deutschland ab. Frauendienst, der aufgrund seiner NS-Vergangenheit nicht in den Hochschuldienst zurückkehren konnte, war von 1954 bis 1964 am Institut für Europäische Geschichte in Mainz beschäftigt. Zwischenzeitlich war er 1959 emeritiert worden.

## Schriften (Auswahl)
- Christian Wolff als Staatsdenker, Berlin 1926, Phil. Dissertation, E. Ebering, Berlin 1927 (= Historische Studien, H. 171).
- Versailles und die Kriegsschuld, Quaderverlag, Berlin 1936 (= Berliner Monatshefte. Jg. 14, 1936, Nr. 1).
- Die Überwindung von Versailles. Öffentliche Antrittsvorlesung, gehalten am 17. Nov. 1938 nach der Berufung auf den Lehrstuhl für neuere Geschichte, Niemeyer, Halle 1939 (= Hallische Universitätsreden, 66).
- Jugoslawiens Weg zum Abgrund, Junker u. Dünnhaupt, Berlin 1941 (= Schriften des Deutschen Instituts für außenpolitische Forschung und des Hamburger Instituts für auswärtige Politik, H. 88).
- Bismarck als Ordner Europas. Festrede zum Tag der nationalen Erhebung und der Reichsgründung, geh. am 30. Jan. 1941, Halle 1941 (= Hallische Universitätsreden, 78).
- Pax Britannica. Eine Darstellung der Friedensschlüsse von 1919 bis 1923 und ihrer Auswirkung, Deutsche Verl. Anst., Stuttgart, Berlin 1942 (= England und der Weltkrieg, Nr. 10).
- Zur Problematik des Erkennens und Verstehens der jüngsten deutschen Vergangenheit, Musterschmidt, Göttingen, Berlin, Frankfurt, Zürich 1962 (= Historisch-politische Hefte der Ranke-Gesellschaft, H. 6).
- Das Jahr 1866. Preußens Sieg, die Vorstufe des Deutschen Reiches, Musterschmidt, Göttingen 1966.

## Herausgeber folgender Schriften
- Die geheimen Papiere Friedrich von Holsteins / Friedrich von Holstein. Hrsg. von Norman Rich u. M. H. Fisher (Dt. Ausg. von Werner Frauendienst), Musterschmidt, Göttingen 1956–1963 (mehrbändiges Werk).
- Bismarck, Otto von: Die gesammelten Werke, Verlag f. Politik u. Wirtschaft, Berlin (Bände 14 und 6c des mehrbändigen Werks teils gemeinsam mit Wolfgang Windelband).
- Weltgeschichte der Gegenwart in Dokumenten: Internationale Politik, 3 Teile, Essener Verlagsanstalt, Essen 1935–1938.
- Ungarn: Zehn Jahre danach. 1956-1966. Ein wissenschaftliches Sammelwerk. Hrsg. im Auftrag des Deutsch-Ungarischen Kulturkreises e. V., v. Hase u. Koehler, Mainz 1966.
- Deutsche Geschichte der neuesten Zeit von Bismarcks Entlassung bis zur Gegenwart, Teil 1: Von 1890 bis 1933, Akademische Verlagsgesellschaft Athenaion, Frankfurt am Main 1973.